# Bisai
Bisai (尾西市; -shi) era una ciutat localitzada a la Prefectura d'Aichi, al Japó. La ciutat va ser fundada l'1 de gener del 1955.
El 2003, la ciutat tenia una població estimada de 58.037 habitants i la densitat era de 2.636,85 persones per km². L'àrea total era de 22,01 km².

## Fusió
L'1 d'abril del 2005, la ciutat de Bisai es va ajuntar amb Ichinomiya.